# Tripp Schwenk
William Douglas "Tripp" Schwenk III, född 17 juni 1971 i Sarasota i Florida, är en amerikansk före detta simmare.
Schwenk blev olympisk guldmedaljör på 4 x 100 meter medley vid sommarspelen 1996 i Atlanta.